# Ponctuation japonaise

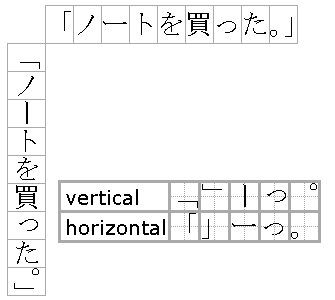
Exemple d'écriture verticale et horizontale avec des signes de ponctuation.

La ponctuation japonaise (約物, yakumono) est un ensemble de signes de ponctuation et de conditions d'emploi que le japonais utilise depuis le XIXe siècle où les traductions des langues européennes devinrent courantes.
Le japonais pouvant être écrit horizontalement ou verticalement, certains signes de ponctuation s’adaptent au changement de direction : les parenthèses, les crochets, les accolades, les guillemets en anglet, les points de suspension, les tirets et le tiret ondé sont tournés à 90° dans les textes verticaux.

## Espace
L’espace (en japonais スペース (supēsu) ou 空白 (kūhaku)) est vide entre deux sections de texte avec la même chasse qu’un idéogramme. Dans l’écriture du japonais, l’espace n’est jamais utilisée pour séparer les mots sauf lorsqu’un texte est principalement écrit en hiragana ou en katakana où elle est nécessaire pour éviter certaines ambigüités. L’espace est aussi utilisée devant le premier caractère de nouveaux paragraphes ou, parfois, entre le nom de famille et le nom de personne (équivalent du prénom).